# Howard P. Robertson
Howard Percy "Bob" Robertson (27 de enero de 1903 - 26 de agosto de 1961) fue un matemático y físico estadounidense, conocido por sus contribuciones relacionadas con la cosmología y con el principio de incertidumbre de Heisenberg. Fue profesor de Física Matemática en el Instituto de Tecnología de California y en la Universidad de Princeton.

## Primeros años
Robertson, nació en Hoquiam (Washington) en 1903, siendo el mayor de los cinco hijos de George Duncan Robertson, un ingeniero que construyó puentes en el estado de Washington, y de Anna McLeod, enfermera. Cuando tenía 15 años falleció su padre. A pesar de la difícil situación económica de la familia, los cinco hermanos pudieron realizar estudios universitarios. Robertson se inscribió en la Universidad de Washington (Seattle) en 1918, inicialmente con la intención de estudiar ingeniería, pero poco después se decidió por las matemáticas. Se graduó en 1922, obteniendo su maestría en matemáticas y física en 1923.
En 1923 se casó con Angela Turinsky, una estudiante de filosofía y psicología de la Universidad de Washington. Tuvieron dos hijos: George Duncan, quien se convirtió en cirujano, y Marietta, quien más tarde se casó con el historiador del Instituto de Tecnología de California (Caltech) Peter W. Fay.
En la Universidad de Washington también conoció a Eric Temple Bell, quien lo alentó a seguir con las matemáticas en Caltech. Completó su tesis doctoral en matemáticas y física allí en 1925, bajo la supervisión de Harry Bateman, escribiendo "Sobre la dinámica espacio-tiempo que contiene un espacio euclidiano tridimensional".
Tras recibir su doctorado, obtuvo una beca del National Research Council para estudiar en la Universidad de Gotinga en Alemania, donde conoció a David Hilbert, Richard Courant, Albert Einstein, Werner Heisenberg, Erwin Schrödinger, Karl y Martin Schwarzschild, John von Neumann y Eugene Paul Wigner. Max Born rechazó su concepto de la expansión métrica del espacio, que calificó como "basura". También pasó seis meses en la Universidad de Múnich, donde fue estudiante posdoctoral de Arnold Sommerfeld.

## Matemáticas
Robertson volvió a los Estados Unidos en 1927, y se convirtió en profesor asistente de matemáticas en Caltech. En 1929, aceptó un puesto como profesor asistente de física matemática en la Universidad de Princeton, donde se convirtió en profesor asociado en 1931 y profesor en 1938. Pasó 1936 como año sabático en Caltech. Su interés por la relatividad general y la geometría diferencial le llevó a escribir una serie de artículos en la década de 1920 en los que desarrolló el tema.
Escribió tres importantes artículos sobre las matemáticas de la mecánica cuántica. En el primero, escrito en alemán, examinó el sistema de coordenadas necesario para que la ecuación de Schrödinger fuese resoluble. En el segundo analizó la relación entre conmutatividad y la relación de indeterminación de Heisenberg. En el tercero extendió el segundo al caso de los m observables. En 1931 publicó una traducción de un texto de Weyl, titulado  La Teoría de Grupos y la Mecánica Cuántica.
Fue la crítica anónima de Robertson en 1936 de un artículo presentado por Albert Einstein en la Physical Review, la que hizo que el propio Einstein retirara el documento.
Sin embargo, tal vez los logros más notables de Robertson fueron en la aplicación de la relatividad a la cosmología. Desarrolló el concepto de un universo en expansión, y predijo el corrimiento al rojo, que dedujo utilizando los datos disponibles. Este hecho fue confirmado por Edwin Hubble en 1929. Continuó aplicando la teoría de grupos continuos sobre el espacio métrico para encontrar todas las soluciones que describen los espacios cosmológicos. Este trabajo fue ampliado por Arthur Geoffrey Walker en 1936, y es hoy ampliamente reconocido como el origen de la métrica de Friedman-Lemaître-Robertson-Walker.
Uno de los documentos de referencia de Robertson, una breve nota en los Annals of Mathematics, titulada "Nota sobre el artículo anterior: El problema de los dos cuerpos en la relatividad general", resolvió ese problema dentro de un grado de aproximación no mejorado durante varias décadas. Trabajos anteriores, como la métrica de Schwarzschild, suponían un cuerpo central que no se movía, mientras que la solución de Robertson consideraba que los dos cuerpos orbitaban entre sí. Sin embargo, su solución no incluyó las ondas gravitatorias, por lo que los cuerpos orbitaban para siempre, en lugar de acercarse unos a otros.
Sin embargo, el nombre de Robertson se asocia más a menudo con el efecto Poynting-Robertson, el proceso por el que la radiación solar hace que el polvo que orbita una estrella pierda momento angular. Esto está relacionado con la presión de radiación tangencial al movimiento de las partículas. John Henry Poynting lo describió en 1903 basándose en la teoría del "éter luminífero", que fue reemplazada por las teorías de la relatividad de Einstein. En 1937, Robertson describió el efecto en los términos de la relatividad general.

## Segunda Guerra Mundial
Aparte de su trabajo en física, Robertson jugó un papel central en la inteligencia científica americana durante y después de la Segunda Guerra Mundial. Fue abordado por Richard Tolman poco después del comienzo en 1939 de la Segunda Guerra Mundial, y comenzó a trabajar para el Comité de Protección Pasiva contra los bombardeos. Este comité fue absorbido con otros grupos en la 2ª División del National Defense Research Committee (NDRC), con Robertson dedicado al estudio de la balística terminal.
En 1943 se convirtió en oficial de enlace científico principal del Office of Scientific Research and Development (OSRD) en Londres. Se hizo amigo íntimo de Reginald Victor Jones. Solly Zuckerman elogió el trabajo que Robertson y Jones hicieron sobre haces y balizas de radar. En 1944 también se convirtió en consultor técnico para el Secretario de Guerra de los Estados Unidos, y en Jefe de la Sección de Asesoría de Inteligencia Científica en el Cuartel General Supremo de la Fuerza Expedicionaria Aliada. Su fluidez en alemán le ayudó a interrogar a científicos alemanes, incluidos los científicos de cohetes involucrados en el programa del cohete V2. Se le concedió La Medalla al Mérito por sus contribuciones al esfuerzo de guerra.

## Vida posterior
Después de la guerra, Robertson aceptó una cátedra en Caltech en 1947, donde permanecería durante el resto de su carrera, a excepción de largos periodos al servicio del gobierno. Fue empleado clasificado de la Agencia Central de Inteligencia y director del grupo de la evaluación del sistema de armas en la Oficina del Secretario de Defensa, Perteneció al Grupo de Evaluación de Sistemas de Armas de la citada oficina entre 1950 a 1952, y fue Asesor Científico en 1954 y 1955 para la OTAN del general Alfred M. Gruenther. En 1953 presidió Panel Robertson, que investigó la oleada de ovnis registrada en Washington en 1952. Presidió la Junta de Ciencias de la Defensa de 1956 a 1961, y fue miembro del Comite Presidencial de Asesoría Científica de 1957 a 1961.
También fue miembro de la Academia Nacional de Ciencias de Estados Unidos (de la que fue su secretario de exterior desde 1958 hasta su muerte en 1961), de la Academia Estadounidense de las Artes y las Ciencias, de la Sociedad Matemática, de la Sociedad de Física, de la Sociedad Astronómica, de la Sociedad Filosófica, de la Sociedad de Investigación Operacional y de la Sociedad de Matemáticas Aplicadas e Industriales.
En agosto de 1961, fue hospitalizado después de resultar herido en un accidente automovilístico. Sufrió un tromboembolismo pulmonar y murió el 26 de agosto de 1961. Le sobrevivieron su esposa y sus hijos. Sus documentos fueron donados a los archivos de Caltech por su hija y su yerno en 1971.

## Eponimia
- El cráter lunar Robertson lleva este nombre en su memoria.[30]